# کولچستر
latitudeکولچسترlongitudeکولچستر
کولچستر (به انگلیسی: Colchester) شهری در کشور انگلستان است که این کشور خود بخشی از بریتانیا محسوب می‌شود. این شهر در سال ۱۹۹۱ میلادی ۹۶٫۰۶۳ نفر جمعیت داشته و در سرشماری سال ۲۰۰۱ جمعیت آن به ۱۰۴٫۳۹۰ نفر رسیده‌است. میزان رشد سالانهٔ جمعیت کولچستر ‎-۰٫۳۵ درصد می‌باشد و جمعیت این شهر در سال ۲۰۱۲ به ۱۰۰٫۴۶۳ نفر تغییر یافت.